# IC 3388
IC 3388 ist eine Zwerggalaxie vom Hubble-Typ dE im Sternbild Jungfrau an der Ekliptik. Sie ist schätzungsweise 74 Millionen Lichtjahre von der Milchstraße entfernt und hat einen Durchmesser von etwa 15.000 Lichtjahren. Gemeinsam mit acht weiteren Galaxien bildet sie die NGC 4461-Gruppe (LGG 286) und unter der Katalognummer VCC 1104 wird sie als Mitglied des Virgo-Galaxienhaufens aufgeführt. 

Im selben Himmelsareal befinden sich u. a. die Galaxien NGC 4425, NGC 4435, NGC 4438, IC 3393.
Das Objekt wurde am 10. Mai 1904 vom US-amerikanischen Astronomen Royal Harwood Frost entdeckt.